# Escalivada
L'escalivada, anche a volte trascritto come escalibada, è un piatto tradizionale della Catalogna, Valencia, Murcia e Aragona costituito da verdure grigliate affumicate.

## Etimologia
Il nome viene dal verbo catalano escalivar, "cuocere nella cenere", che fa riferimento alla tradizionale preparazione del piatto sulla brace di un fuoco di legna.

## Descrizione

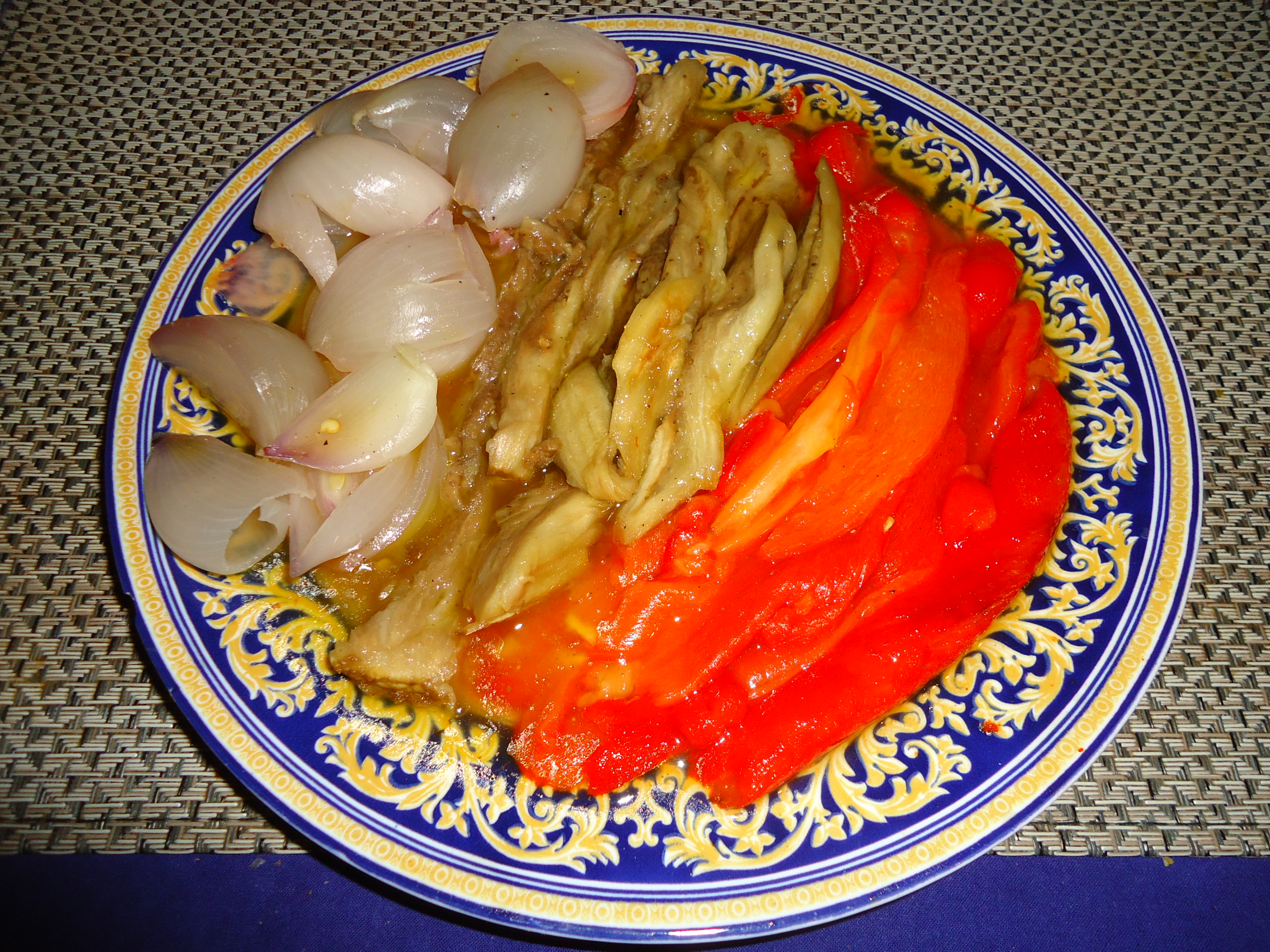
Un piatto di escalivada

Tipicamente si realizza con melanzane e peperoni arrostiti con olio d'oliva e talvolta cipolla, pomodoro, aglio tritato e sale.
Il piatto può essere cotto all'aperto su una griglia fino a quando sarà rosolato e morbido o può essere cotto intero direttamente su carboni ardenti e poi sbucciato. All'interno, le melanzane possono essere arrostite su un fornello a gas e il resto delle verdure può essere grigliato.
Il piatto può essere servito come tapa, come contorno per carne alla griglia o pesce come il tonno, con acciughe o olive in insalata,  o come condimento per la coca.